# Murray Auchincloss
Murray Michael Auchincloss ist ein kanadischer Manager und Chief Financial Officer (CFO) des Ölkonzerns BP und seit September interimsweise dessen Chief Executive Officer (CEO).

## Leben und Wirken
Auchincloss besitzt einen akademischen Abschluss in Handel der kanadischen University of Calgary. In den Vereinigten Staaten (USA) bildete er sich zum Chartered Financial Analyst weiter. Seit Juli 2020 ist er der CFO von BP. Er ist Direktor der norwegischen Aker BP ASA, Mitglied des Hauptausschusses der The 100 Group, dem Interessenverband der einhundert umsatzstärksten britischen Unternehmen (FTSE 100), sowie des Europäischen Runden Tisches der CFOs (European Round Table for CFOs).
Im September 2023 wurde er übergangsweise zum CEO von BP, nachdem sein Vorgänger Bernard Looney wegen nicht offengelegter Beziehungen innerhalb des Konzerns zurücktrat. Auch Auchincloss führt laut Presseberichten aus eine Beziehung mit einer Kollegin. Da diese Beziehung offiziell und vollständig verkündet wurde, stellt sie für den Konzern keinen Verstoß gegen interne Verhaltensrichtlinien dar. Im Jahre 2023 betrug sein Gesamtgehalt über 8 Millionen Britische Pfund.
Nachdem sich BP 2020 unter Auchincloss Vorgänger zum Ziel gesetzt hatte, die Öl- und Gasproduktion bis 2030 um 40 Prozent aus Klimaschutzgründen zu reduzieren und stattdessen vermehrt in erneuerbaren Energien zu investieren, ordnete Auchincloss 2025 an, dass der Fokus des Konzerns zukünftig wieder auf fossilen Brennstoffe liegen solle. Dazu kündigte BP an, bis 2027 die jährlichen Investitionen in Erdöl und Erdgas auf zehn Milliarden Dollar zu erhöhen. Bereits zuvor war berichtet worden, dass der Konzern unter Führung von CEO Auchincloss das Ziel, die Stromerzeugung aus erneuerbaren Energien bis 2030 um das 20-fache zu steigern, aufgeben wolle. Stand der Wissenschaft ist, dass fossile Energieträger möglichst schnell durch klimafreundliche Energieträger wie Windenergie, Solarenergie und Wasserkraft ersetzt werden müssen, um die Treibhausgasemissionen zu reduzieren um schwerwiegende und teils irreversible Folgen der globalen Erwärmung wie Extremwetterereignisse, Meeresspiegelanstieg und der Verlust wichtiger Ökosysteme möglichst gering zu halten.